# I'm Gonna Be (500 Miles)
I'm Gonna Be (500 Miles) är en låt av den skotska folkrockgruppen The Proclaimers, utgiven 1988 på albumet Sunshine on Leith och som singel. Den har kommit att bli en av gruppens absolut mest populära sånger.
Bland grupper som gjort covers på låten finns det brittiska punkbandet Toy Dolls, som spelade in den till albumet One More Megabyte från 1997.
I Sverige har låten använts som signaturmelodi för TV-programmet High Chaparall och i en reklamserie för köttmärket Scan.
Det svenska punkbandet Mimikry har översatt låten till svenska och gjort en cover på den.
På senare år har låten även blivit känd från den amerikanska sitcom-serien How I Met Your Mother där låten flitigt återkommer under de första säsongerna av serien eftersom en kassett med låten har fastnat i karaktären Marshalls bilstereo och spelas om och om igen så fort man startar bilen.